# Jan Wiencek
Jan Wiencek (ur. 10 stycznia 1892 w Toruniu, zm. 3 maja 1940 w Poznaniu, w Forcie VII) – powstaniec wielkopolski, działacz sportowy, uczestnik konspiracji antyniemieckiej po 1939, ofiara zbrodni niemieckich.

## Życiorys
Walczył w powstaniu wielkopolskim. W dwudziestoleciu międzywojennym założył w Poznaniu, na Świętym Marcinie, "Dom Sportowy", którego był potem właścicielem.
Po napaści Niemiec na Polskę organizował w 1939 poznańską Straż Obywatelską, a po zajęciu miasta przez Niemców prowadził konspiracyjną pomoc dla żołnierzy i oficerów Wojska Polskiego, którzy uciekli z niemieckiej niewoli. Wspierał też osoby i rodziny przeznaczone przez okupanta do wysiedlenia na teren tzw. Generalnego Gubernatorstwa.
Został aresztowany przez gestapo w 1940. Poddano go śledztwu w Domu Żołnierza, a następnie osadzono w Forcie VII, gdzie funkcjonował niemiecki nazistowski obóz koncentracyjny. Na jego terenie został rozstrzelany.
Jego symboliczny grób znajduje się na cmentarzu junikowskim. W 2017 upamiętniono go ulicą na poznańskim Strzeszynie.